# Ботеро, Джованни
Джованни Ботеро (итал. Giovanni Botero; 1533 , Бене-Ваджиенна, Пьемонт, Савойское герцогство — 23 июня 1617, Турин) — савойский политический писатель, специалист в области политической географии, юрист, путешественник, деятель Контрреформации, иезуит (с 1581 года).
В некоторых источниках указан как итальянский священник и географ. 

## Биография
Родился в небогатой семье. Благодаря своему дяде, иезуиту Джовенале Ботеро, в 1559 году поступил в иезуитскую коллегию в Палермо. Через год, после смерти дяди, продолжил обучение в Римской коллегии.
В 1560—1569 годах изучал, а затем преподавал риторику в иезуитских коллегиях в Амелии и Мачерате.
В 1565 году Ботеро был направлен преподавать философию и риторику в коллегиях иезуитов во Франции, сначала в Бийом (фр.), затем в Париж. Из-за гугенотские войн и после того как он слишком рьяно показал себя в антииспанском протесте, был отозван из Франции.
С 1569 по 1580 год — читал лекции в коллегиях Милана, Генуи и Турина, затем вновь Милана.
В 1574 году посвящён в сан священника.
В декабре 1580 года из-за свободно трактуемых доктринальных учений, Ботеро был вызван на допрос в папство и изгнан из ордена иезуитов. Некоторое время служил викарием в Луино. В 1582 году получил теологическое образование в университете Павии.
Впоследствии, в 1582—1584 годах, находился в окружении архиепископа Миланского кардинала Карло Борромео, был членом конгрегации, основанной этим кардиналом. Карло Борромео представил своего служителя церковной администрации, тесно контактирующей с дворянством северной Италии.
В 1585 году по поручению герцога Савойи Карла Эммануила I совершил дипломатическую поездку во Францию. После её завершения перебрался в Милан. Там стал воспитателем молодого графа Федерико Борромео, племянника Карло Борромео. В сентябре 1586 года, сопровождая воспитанника, уехал в Рим.
В 1587—1598 годах был секретарём Федерико Борромео, когда тот стал кардиналом. В этом качестве осуществил ряд дипломатических поездок в разные итальянские государства.
В 1599 году Ботеро вернулся к Савойской династии, где оставался наставником трех сыновей Карла Эммануила II.
1603—1606 годы провёл при испанском дворе, куда его направил герцог Савойский. Посещал Мадрид, Барселону, Бургос, Валенсию, Аранхуэс и Тордесильяс.
Как секретарь и советник кардинала Федерико Борромео, Д. Ботеро был участником четырёх конклавов. Это помогло ему в написании трактата «Служба кардинала» («Dell’ufficio del Cardinale», 1599 год) о механизмах осуществления власти.
С 1610 года постепенно перестал участвовать в политической деятельности, занялся литературной деятельностью, писал трактаты.
Джованни Ботеро умер 23 июня 1617 в Турине. Похоронен в иезуитском соборе Святого Мартина.

## Труды

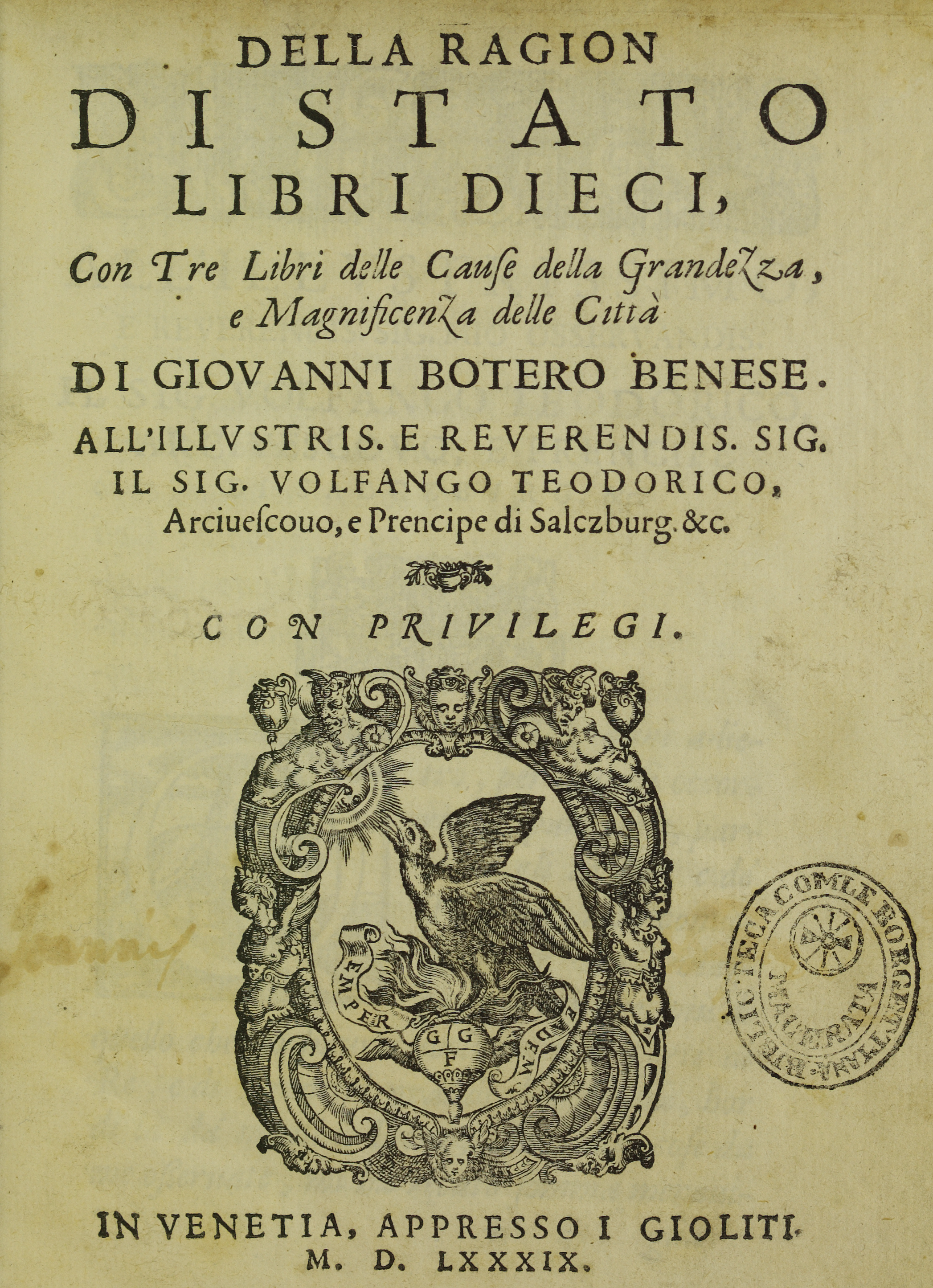
«Государственное благо» («Della ragion di Stato», 1589)

Д. Ботеро — автор влиятельного труда «Государственное благо» («Della ragion di Stato», 1589), где была отражена новая точка зрения на княжескую власть и, в которой он первым ввёл понятие «государственный интерес», где утверждал, что княжеская власть должна в той или иной форме согласовываться с нуждами подданных, и что князьям надобно прикладывать все усилия, чтобы завоевать любовь и уважение людей. Идея о подобной справедливости родилась в уме Ботеро в результате ознакомления с томистской мыслью, основанной на идеях Фомы Аквинского и с естественным правом, распространенным в системе иезуитских колледжей, находившихся под сильным влиянием доминиканского богослова Франсиско де Витория и философа-схоласта Доминго де Сото. В этой работе, Ботеро выступал против аморальной политической философии, связанной с работой Макиавелли «Государь». Таким образом, Ботеро был предвестником идей более поздних либеральных философов, таких как Джон Локк и Адам Смит.
К концу 1580-х Ботеро опубликовал несколько работ, среди которых особенно выделялось стихотворение, посвященное Генриху III, и примечания к Еврейским Писаниям.
В 1588-м он впервые выпустил «Delle cause della grandezza delle città», работу, предвосхитившую труды Томаса Мальтуса.
Наибольшую известность и популярность Ботеро принёс исторический географический труд «Универсальные реляции» («Relazioni Universali»), который, по сути, был описанием всего известного тогда мира. Написанные в 1591—1595 годах четыре части были опубликованы одной книгой в 1596 году. Она выдержала немало переизданий и переводов. Её польские переводы в 1609 и 1613 годах стали популярнее «Хроники мира» Марцина Бельского.  В описаниях стран пытался критически анализировать данные о численности населения и его расселении. В своих теоретических представлениях о народонаселении Ботеро исходил из широкой способности населения к размножению, сдерживаемому, по его мнению, эпидемиями, войнами и голодом. Придавал большое значение колониям, возможности оттока в них населения. На основании сведений, почерпнутых из сообщений послов, миссионеров и других путешественников, Ботеро составил краткое описание Московского государства и его населения в конце XVI века.